# غاري هوفمان
غاري هوفمان (بالإنجليزية: Gary Hoffman)‏ هو لاعب كرة قدم أمريكية أمريكي، ولد في 28 سبتمبر 1961.